# The Musk Who Fell to Earth
The Musk Who Fell to Earth, llamado El inventor que cayó en la Tierra, en Hispanoamérica y Musk, caído del cielo en España, es un episodio perteneciente a la vigesimosexta temporada de la serie animada Los Simpson, emitido originalmente el 25 de enero de 2015 en EE. UU. El episodio fue escrito por Neil Campbell y dirigido por Matthew Nastuk.
Este episodio fue muy criticado negativamente por los fanáticos y críticos de la serie, además de haber sido comparado despectivamente con otros episodios malos con un argumento similar, como Lisa Goes Gaga, de la vigesimotercera temporada. La crítica hacia este episodio es debido a su trama absurda y rebuscada que, según los seguidores y espectadores, parecía ser más bien un comercial de Elon Musk que de un digno capítulo de la serie. Actualmente este capítulo es considerado, por las razones mencionadas anteriormente, como uno de los peores episodios de la serie.

## Sinopsis
Elon Musk llega a Springfield en una nave espacial. Sigue a Homero en busca de ideas y empieza a colaborar con el Sr. Burns. Debido a las ideas de Elon, Burns pierde su dinero y trata de matarlo.